# Peter Droege

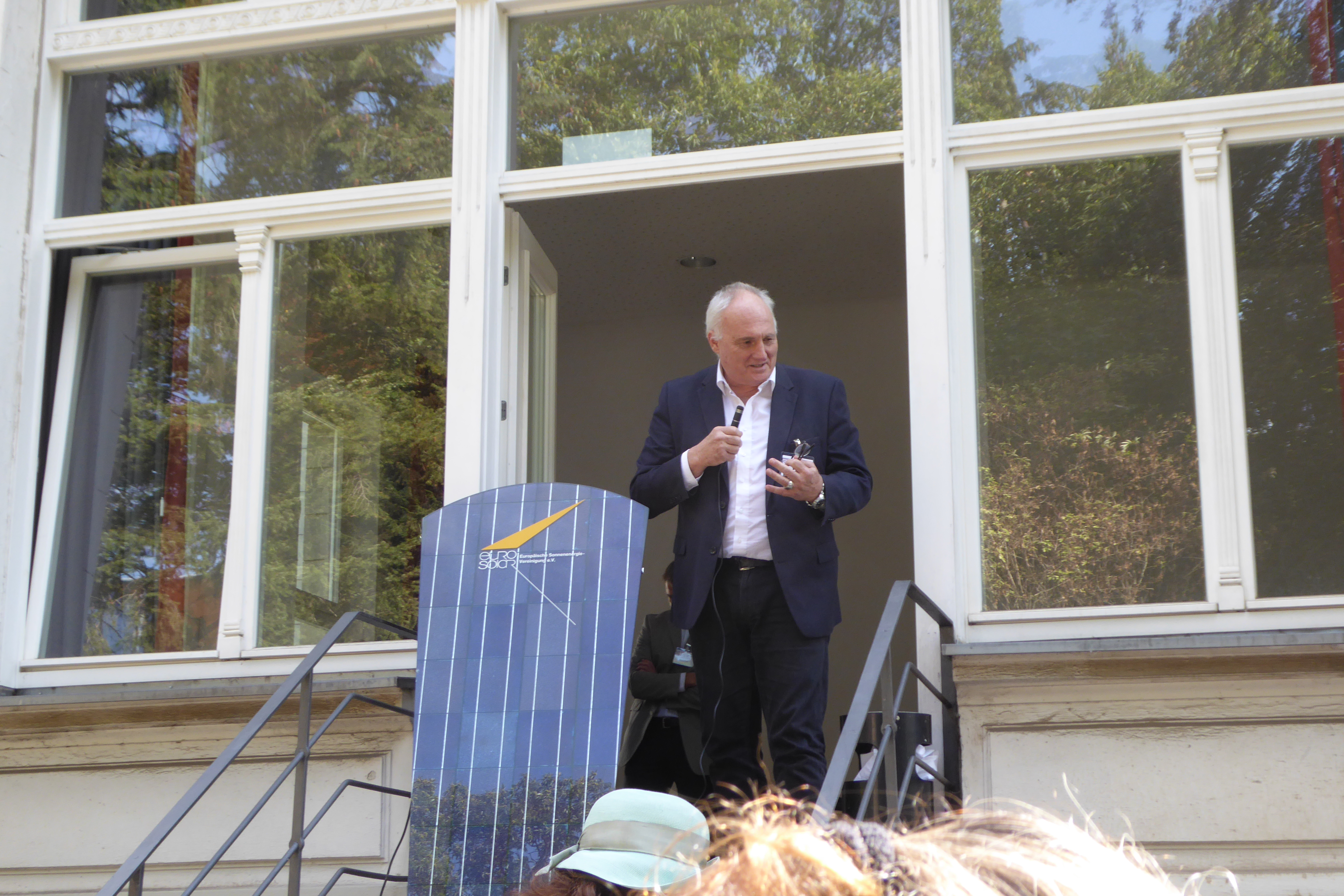
Peter Droege (2018)

Peter Droege, auch Peter F. Droege, (* 1952 in Würzburg) ist ein deutscher Architekt sowie Raum- und Stadtplaner. Darüber hinaus ist Droege Experte für städtebaulich integrierte Strategien zur Energiewende. Er war Lehrstuhlinhaber für Nachhaltige Raumentwicklung an der Universität Liechtenstein. Peter Droege ist Direktor des Liechtenstein Institute for Strategic Development  sowie Generalvorsitzender des Weltrats für Erneuerbare Energien (WCRE). Droege war von 2011 bis 2023 Präsident von EUROSOLAR.

## Werdegang
Stationen seiner Karriere waren unter anderem: Technische Universität München, Massachusetts Institute of Technology (MIT) (1978–1991), Universität Tokio, Universität Sydney, Universität Peking, University of Newcastle (Australien) (ab 2002), Universität Liechtenstein (ab 2008). An der Universität Liechtenstein war Peter Droege Lehrstuhlinhaber für Nachhaltige Raumentwicklung.
Gegenwärtig (Stand 2021) ist Droege Direktor des Liechtenstein Institute for Strategic Development.
Von 2011 bis 2023 war Peter Droege Präsident von EUROSOLAR, der Europäischen Vereinigung für Erneuerbare Energien. Darüber hinaus ist er General Chairman des im Jahre 2001 gegründeten Weltrats für Erneuerbare Energien (WCRE). Im Weltrat ist er seit 2002 treibende Kraft von Programmen und Konzepten im Rahmen des Forschungsfelds Solar City.

## Wirken
Im Laufe seiner Karriere arbeitete bzw. arbeitet Peter Droege auch als Berater für urbane Nachhaltigkeitspolitik für Organisationen wie UNDP, United Nations Centre for Human Settlements (UNCHS siehe HABITAT), UNECE, sowie für verschiedene Regierungen.
Peter Droege war Mitglied des Auswahlkomitees des Zayed Future Energy Prize von Masdar. Droege war Sonderberater für den REN21 Renewable Energy in Cities Global Status Report 2019.

## Auszeichnungen
Peter Droege ist Träger des Europäischen Solarpreises. Die Auszeichnung erhielt er im Jahr 2007 unter anderem für die Förderung Erneuerbarer Energien in China und Australien im Zusammenhang mit seiner städtischen Beratungsarbeit sowie für sein Buch „The Renewable City – a comprehensive guide to an urban revolution“.

## Schriften (Auswahl)
- Peter Droege: The renewable city. a comprehensive guide to an urban revolution. Wiley, J, New York 2006, ISBN 978-0-470-01925-2 (englisch).
- Peter Droege: Urban energy transition. from fossil fuels to renewable power. Elsevier, Elsevier 2008, ISBN 978-0-08-045341-5 (englisch).
- Wilfried Marxer (Hrsg.): Migration. Fakten und Analysen zu Liechtenstein. Liechtenstein-Institut, Bendern 2012 (liechtenstein-institut.li [PDF] Ausschnitt: Peter Droege: Migration, Siedlung und Region – Schlüssel zur räumlichen Nachhaltigkeit, PDF-Version).
- Peter Droege, Dieter D. Genske: Erneuerbares Liechtenstein. Modell und Werkzeug zur Energieplanung im Fürstentum Liechtenstein. Universität Liechtenstein, Vaduz 2013, ISBN 978-3-03303612-3 (uni.li – Summary, PDF-Version).
- Peter Droege (Hrsg.): Regenerative Region. Energie- und Klimaatlas Bodensee-Alpenrhein. Oekom-Verlag, München 2014, ISBN 978-3-86581-455-5 (oekom.de).
- Peter Droege Et al. (Hrsg.): Lausitz im Wandel / Lusatia in transition. Visionen für eine Region / visions for a region. Universität Liechtenstein, Vaduz 2016, ISBN 978-3-03305827-9 (deutsch, englisch).
- Peter Droege (Verfasser), Jörg Knieling (Herausgeber): Regenerative Räume. Leitbilder und Praktiken nachhaltiger Raumentwicklung. Oekom-Verlag, München 2017, ISBN 978-3-96006-164-9 (oekom.de).